# Diocèse de Cerreto Sannita-Telese-Sant'Agata de' Goti
Le diocèse de Cerreto Sannita-Telese-Sant'Agata dei Goti (en latin : Dioecesis Cerretana-Thelesina-Sanctae Agathae Gothorum ; en italien : Diocesi di Cerreto Sannita-Telese-Sant'Agata de' Goti) est un diocèse de l'Église catholique en Italie, suffragant de l'archidiocèse de Bénévent et appartenant à la région ecclésiastique de Campanie.

## Territoire
Il est situé dans une partie de la province de Bénévent, l'autre partie de cette province étant dans l'archidiocèse de Bénévent. Il possède également deux paroisses dans la province de Caserte, le reste de cette province étant partagé par l'archidiocèse de Capoue
et les diocèses d'Isernia-Venafro, d'Alife-Caiazzo, de Caserte, d'Aversa, de Sessa Aurunca, de Teano-Calvi et de Sora-Cassino-Aquino-Pontecorvo. Son territoire couvre une superficie de 583 km2 divisé en 60 paroisses regroupées en 4 archidiaconés. L'évêché est dans la ville de Cerreto Sannita où se trouve la cathédrale de la Sainte-Trinité. La cathédrale de Sant'Agata de' Goti est cocathédrale depuis la fusion en 1986 des diocèses de Cerreto et de Sant'Agata de' Goti. À Faicchio se trouve la maison-mère des sœurs des Anges qui gardent le corps de leur fondatrice, la bienheureuse Marie-Séraphine du Sacré-Cœur.

## Histoire
Le diocèse actuel est fondé en 1986 par l'union des sièges épiscopaux de Telese, documentée depuis le Ve siècle, et qui au XIXe siècle prend le nom de Telese ou Cerreto ; et Sant'Agata de 'Goti, dont les premiers évêques sont attestés au Xe siècle.

### Diocèse de Telese ou Cerreto
Le diocèse de Telese est érigé dans l'Antiquité, mais il n'y a aucune donnée historique sur sa fondation. La mention des premiers évêques de Telesini se trouve dans la seconde moitié du Ve siècle avec Florent, qui participe au concile de Rome (it) organisé par le pape Hilaire en 465 ; et Agnello, qui prend part au concile de Latran organisé par le pape Félix III en 487. En 600, l'évêque Menna participe au concile de Rome par le pape Grégoire Ier. Après cette date et pendant quatre siècles, on n'a plus de documents historiques sur le diocèse et ses évêques car Telese vécut une phase de déclin, due aux guerres entre Grecs, Lombards et Sarrasins et la succession épiscopale est peut-être interrompue. Au milieu du IXe siècle, la tradition attribue saint Palère de Telese (it) comme évêque de Telesino, mais il n'y a pas de récits historiques, contemporains ni même hagiographiques.
Le diocèse de Telese est à nouveau documenté à partir de la seconde moitié du Xe siècle. Avec la bulle Cum Certum du pape Jean XIII du 26 mai 969, le pontife érige l'archidiocèse de Bénévent comme siège métropolitain et accorde à Mgr Landolfo I le droit de consacrer ses évêques suffragants, y compris celui de Telese. Cependant, le premier évêque connu date d'un siècle plus tard ; c'est un homme anonyme qui prend part au concile organisé par le métropolite Uldarico en 1061. Aux XIe et XIIe siècles, peu de noms d'évêques télésiens sont connus : Arnaldo, mentionné dans deux décrets de 1068 et 1070 mais dont l'historicité est douteuse ; Gilberto, participe au concile convoqué par le métropolite Milone en 1075 ; et Pietro, documenté de 1178 à 1190 et participe au troisième concile du Latran de 1179. Au XIe siècle, l'abbaye bénédictine du Saint-Sauveur (it) est érigée à Telese qui crée un centre d'irradiation culturelle et un point d'arrêt pour les voyageurs et les personnalités politiques et religieuses sur une des voies internes de la via Latina. Le monastère est documenté pour la première fois en 1075, lorsque l'abbé Lebbaldo prend part au concile provincial organisé par Milone. Parmi les abbés successifs, il faut nommer Giovanni, disciple d'Anselme de Cantorbéry et futur évêque de Tusculum, et Alessandro, écrivain ecclésiastique et auteur de l'histoire de Roger II de Sicile.
En 1139, la ville de Telese est détruite lors d'une guerre entre Rainolf d'Alife et Roger II de Sicile, mais dès l'année suivante, la ville est reconstruite autour de la cathédrale de la Sainte-Croix. Au cours des siècles suivants, cependant, la cité épiscopale connaît des moments difficiles, qui conduisent à son abandon progressif, en raison des fortes émissions de vapeurs de soufre qui suivent le tremblement de terre de 1349. Les évêques quittent ensuite la ville et s'installent à différents endroits : Massa Superiore, Rocca de Episcopo, Faicchio, Guardia Sanframondi et Cerreto, qui devient la résidence permanente des évêques à partir de 1577. Mgr Angelo Massarelli (1557-1566) est secrétaire du pape Jules III et secrétaire du concile de Trente pendant la papauté de Paul IV. Les successeurs de Massarelli mettent en œuvre les décrets de réforme du concile du diocèse. En 1593, l'évêque Cesare Bellocchi fonde le séminaire diocésain de Cerreto. Le successeur Eugenio Savino annonce la première visite pastorale en 1596 et crée les archives diocésaines. Le 22 mai 1612, Giovanni Francesco Leone obtient du Saint-Siège la translation de la cathédrale et du chapitre à Cerreto, décision confirmée le 22 septembre 1691.
Cerreto est complètement détruit par le tremblement de terre de 1688, mais est entièrement reconstruit selon un plan en damier, avec des places, de magnifiques églises et des palais, y compris le complexe palais épiscopal, cathédrale et séminaire. En 1749, l'évêque Filippo Gentile donne au séminaire un lieu nouveau et plus vaste. La vacance de l'évêché de 1800 à 1818 est suivie de l'union du diocèse de Telese avec celui d'Alife. En effet, le 27 juin 1818, le diocèse d'Alife est supprimé avec la bulle De utiliori du pape Pie VII et son territoire est incorporé à celui du diocèse de Telese. Cependant, la bulle suivante Adorandi du 14 décembre 1820 rétablit le diocèse d'Alife, est uni aeque principaliter à celui de Telese. Cette décision ne prend effet qu'après la mort de l'évêque d'Alife, Emilio Gentile, en avril 1822.
L’union suscite un mécontentement généralisé qui s'apaise lorsque le roi Ferdinand II de Bourbon, visite Cerreto Sannita en 1852, et s’emploie à rétablir le siège épiscopal séparé ; ce qui est fait le 6 juillet 1852 par la bulle Compertum nobis du pape Pie IX. Par ce document, le Saint-Siège confirme une fois de plus le transfert de la résidence de l'évêque à Cerreto et décide de la nouvelle dénomination du diocèse du diocèse de Telese ou Cerreto. Lors la transition vers le risorgimento, l'évêque Luigi Sodo (it), est accusé d'être pro-Bourbon et ami du brigand Cosimo Giordano ; il est arrêté, amené à Naples et jugé. Il retourne ensuite dans son diocèse et le dirige jusqu'en 1895 et meurt en odeur de sainteté. Le 23 mai 1964, avec la lettre apostolique Quaeramus gratiam, le pape Paul VI proclame Notre Dame de Grâce et saint Antoine de Padoue comme patrons principaux du diocèse.

### Diocèse de Sant'Agata de 'Goti
La première mention du diocèse de Sant'Agata remonte à la bulle Cum certum sit du pape Jean XIII du 26 mai 969, avec laquelle le pontife érige l'archidiocèse de Bénévent comme siège métropolitain et accorde à Mgr Landolfo I le droit de nommer et de consacrer ses évêques suffragants, y compris celui de Sant'Agata. Landolfo nomme le premier évêque de Sant'Agata l'année suivante en la personne de Madelfrido. Dans la bulle de nomination, le métropolite déclare rendre à Sant'Agata le siège que la ville avait déjà possédé par le passé ; dans la même bulle, Landolfo définit les limites du diocèse de Sant'Agata, qui comprend également le territoire de l'ancien diocèse de Caudium (it).
Parmi les évêques successifs, on connaît Adelardo, vers l'an 1000, grâce à son épitaphe ; Bernardo, documenté à trois reprises en 1059, 1075 et 1101 ; Enrico, fervent partisan du pape Innocent II contre l'antipape Anaclet II ; Andrea, est mentionnée dans un décret de 1152 du monastère de San Lorenzo d'Aversa. Entre le XIe et le XIIe siècle, le monastère de San Menna est fondé à Sant'Agata, dont l'église est consacrée solennellement par le pape Pascal II le 4 septembre 1110. En 1191, l'évêque Giovanni II, partisan d'Enrico VI, participa au siège de Naples avec l'empereur. Au milieu du XIIIe siècle, un franciscain, Pierre, devint évêque de Sant'Agata et c'est probablement grâce à lui que l'ordre est introduit dans le diocèse. À la même époque, l'évêque de Sant'Agata de 'Goti a le fief de Bagnoli avec le titre de baron.
Les évêques de Sant'Agata de 'Goti ont du mal à introduire les décrets de réforme du concile de Trente dans le diocèse. Au cours de l'épiscopat de Felice Peretti (1566-1571), futur Sixte V, le séminaire est établi. L'évêque le plus connu de Sant'Agata est certainement saint Alphonse de Liguori, évêque de 1762 à 1775, qui procède à une véritable réforme du diocèse, il impose à ses prêtres l'obligation de prêcher et de confesser en les rappelant à leurs devoirs ; reconstruit le séminaire et réécrit de nouvelles règles pour la vie interne des monastères de femmes du diocèse.
Le 27 juin 1818, par la bulle De utiliori du pape Pie VII, le diocèse de Sant'Agata de 'Goti est uni aeque principaliter au diocèse d'Acerra, jusqu'à sa division par la bulle Nihil est du pape Pie IX du 30 novembre 1854. Avec ce dernier décret, Sant'Agata de 'Goti cède plusieurs paroisses au diocèse d’Acerra.

### Diocèse de Cerreto Sannita-Telese-Sant'Agata de 'Goti
Le 21 mars 1984, Felice Leonardo, ancien évêque de Telese ou Cerreto, est également nommé évêque de Sant'Agata de 'Goti, unissant les deux sièges in persona episcopi. Le 30 septembre 1986, en vertu du décret Instantibus votis de la congrégation pour les évêques, l’union devient complète et le diocèse prend son nom actuel. En 1996, le cardinal Joseph Ratzinger inaugure le musée diocésain d'art sacré basé à Sant'Agata de 'Goti, voulu par l'évêque Mario Paciello .